# Cadernera americana
La cadernera americana (Spinus tristis) és un ocell nord-americà de la família dels fringíl·lids. És un ocell migratori, que s'estén del sud del Canadà fins a Carolina del Nord durant la temporada d'aparellament, i des de just al sud de la frontera canadenca amb els Estats Units fins a Mèxic durant l'hivern.
La cadernera americana és l'únic membre de la seva subfamília que experimenta una muda completa, i presenta dimorfisme sexual en la seva coloració; el mascle és d'un color groc vibrant a l'estiu i de color oliva a l'hivern, mentre que la femella té un color marró grogós mat que només esdevé una mica més clar durant l'estiu. El mascle utilitza un plomatge molt acolorit durant la temporada d'aparellament per a atraure una parella.